# Jean-René Roy
Pour les articles homonymes, voir Roy.
Ne doit pas être confondu avec René Roy (astronome).
Jean-René Roy (1943 à Saint-Hyacinthe, Québec) est un astronome canadien (québécois). En 2011, il est directeur scientifique de l'observatoire Gemini et est basé au Chili.

## Publications
- L'Astronomie et son histoire, 1982,  (ISBN 2-225-77781-0)
- Les Héritiers de Prométée, 1998,   (ISBN 2-763-77590-X)
- 250 réponses à vos questions sur l’astronomie, 2008,  (ISBN 978-2-89544-139-7)
- Les carnets d'un astrophysicien : À l’écoute des étoiles, 2013,  (ISBN 978-2-89544-464-0)
- Unveiling Galaxies : The Role of Images in Astronomical Discovery, 2017  (ISBN 9781108417013)
- Sur la science qui surprend, éclaire et dérange, 2018  (ISBN 9782763739960)
- Trente images qui ont révélé l’Univers. De la Lune à l’aube cosmique, 2019  (ISBN 9782763743868)
- Georges Lemaître - La naissance du big bang, 2020  (ISBN 9782763748399)
- La Terre dans l'espace : la démesure de l'Univers de la préhistoire à aujourd'hui, 2021  (ISBN 9782763754666)
- Articles scientifiques Banque de donnée NASA/ADS